# SpaceX Super Heavy
O Super Heavy é o primeiro estágio reutilizável do veículo de lançamento superpesado Starship da SpaceX, que é composto em combinação com o segundo estágio da Starship. O Booster evoluiu para seu design atual ao longo de uma década. A produção começou em 2021, com o primeiro voo sendo realizado em 20 de abril de 2023, durante a primeira tentativa de lançamento do foguete Starship.
O propulsor é tem 32 motores Raptor que usam oxigênio líquido e metano como combustível para os propulsores. Após impulsionar o segundo estágio em direção à órbita, Super Heavy pode retornar ao seu local de lançamento, onde realiza um pouso vertical sendo capturado por sua torre de lançamento, permitindo total reutilização.

## Projeto
O veículo de lançamento Super Heavy tem 71 metros de altura, 9 metros de largura,  e é composto de quatro seções gerais: os motores Raptors, o tanque de combustível, o tanque de oxigênio e o estágio intermediário. Elon Musk afirmou em 2021 que o projeto final terá uma massa entre 160 toneladas e 200 toneladas, com os tanques pesando 80 toneladas e a interestadual 20 toneladas.

### Tanques
Os tanques de propelente do Super Heavy são separados por uma antepara semelhante às usadas nos estágios S-II e S-IVB do foguete Saturno V. Após o segundo teste de voo da Starship, o projeto da cúpula comum foi alterado para uma cúpula mais elíptica, o que alterou um pouco a capacidade de propelente de ambos os tanques. Ambos os tanques são fortemente reforçados, com cerca de 74 longarinas fixadas nas paredes internas dos tanques. Os tanques do propulsor comportam 3400 toneladas de propelente, consistindo de 2700 toneladas de oxigênio líquido e 700 toneladas de metano líquido. 
O tanque de metano possui uma câmera instalada na cúpula da frente, permitindo imagens do interior do tanque. O combustível é alimentado aos motores por meio de um único tubo descendente, que termina em um grande coletor de distribuição acima dos motores. O design deste coletor foi alterado quando o Super Heavy foi atualizado de 29 motores para 33, com o design mais moderno apresentando um reservatório de metano dedicado em vez de um coletor de distribuição direta.
O tanque de oxigênio termina na estrutura de propulsão do veículo. Enquanto os vinte motores externos são montados nas paredes do compartimento de popa, os treze internos são montados diretamente no disco de impulso, que faz parte da cúpula de popa. A parte inferior da cúpula contém uma grande estrutura de aço, reforçando o disco de impulso o suficiente para permitir que ele suporte os 13 motores internos, ao mesmo tempo em que fornece espaço para fluir o metano e o oxigênio para os motores. Grandes defletores de respingos também foram colocados nesta área. Um tanque adicional é usado para fornecer oxigênio líquido durante a queima de pouso para os 13 motores internos. O Booster 15 teve pelo menos 9 tanques adicionais acoplados, aumentando o suprimento total de propelente durante a queima de pouso. O Booster 5 foi o único booster com 29 motores a receber um tanque adicional, que foi montado na lateral do tanque de oxigênio.
Um tubo descensor de metano está parcialmente contido dentro do tanque coletor, já que o reservatório de metano está localizado diretamente abaixo dele. A partir do Booster 7 quatro quinas estão localizadas nas laterais do tanque de oxigênio, protegendo os COPVs e os tanques CO2 de potenciais incêndios, além de fornecer sustentação durante a descida.
O Super Heavy é equipado com 32 motores Raptors, que ficam localizados em um compartimento de blindagem dedicado. Este compartimento não está presente antes da instalação do motor, portanto, o Booster é cerca de 3 metros mais curtos antes de instalar os motores. 20 motores são dispostos em um único anel exterior e estão em uma posição fixa. Para economizar peso, esses motores são acionados usando equipamentos de suporte de solo no pad de lançamento e não podem ser reiniciados para queimas subsequentes. Os 13 motores internos são fixados a um adaptador, que fica diretamente contra a cúpula traseira. Esses motores são equipados com gimbals e reacendem para a queima de retorno e de pouso. Após o primeiro teste de voo da Starship, o sistema dos gimbals foi trocado de um sistema hidráulico para um elétrico, permitindo a remoção das unidades de energia hidráulica e reduzindo peso. Essa mudança foi feita no estágio superior após o segundo teste de voo. Durante as queima de subida e de pouso, os motores puxam o propelente dos tanques principais, com o oxigênio líquido sendo puxado de um tanque dedicado durante a queima de pouso. Assim como o sistema de controle do vetor de aceleração, a blindagem do motor foi atualizada após o primeiro teste de voo da Starship. Essa blindagem isola os motores individuais em caso de falha. Além disso, o sistema de supressão de incêndio também foi atualizado. Este sistema usa tanques de dióxido de carbono  para limpar os compartimentos individuais do motor durante o voo, bem como uma limpeza de nitrogênio enquanto estiver na plataforma de lançamento. O compartimento traseiro tem 18 aberturas visíveis na parte externa do propulsor, que provavelmente estão conectadas para ventilar os 20 motores do anel externo, os motores centrais ficam diretamente abaixo da plataforma de lançamento.
O Raptor usa um ciclo de combustão em estágios, que possui turbobombas de oxigênio e metano. Antes de 2014, apenas dois projetos desse tipo de motor tinham sido submetidos a testes: o projeto soviético RD-270 na década de 1960 e o Aerojet Rocketdyne Integrated Powerhead Demonstrator em meados da década de 2000. Para melhorar o desempenho, os motores queimam propelente super-resfriado.
A versão atual do Super Heavy Booster produz um total de 69.9 MN de força, que é  pouco mais do que o dobro do primeiro estágio do Saturn V, com a expectativa de que esse total aumente para 80.8 MN para os boosters do Bloco 2 e posteriores até 98.1 MN com o veículo do Bloco 3. Essas versões propostas podem ter até 35 motores. A pluma dos motores combinada produz grandes diamantes de choque no escapamento durante a queima de subida.
Durante o voo sem propulsão na parte superior da atmosfera, o controle de altitude é feito por propulsores de gás frio alimentados com gás residual. Quatro aberturas perpendiculares estão localizadas dentro do interestágio, colocadas em um ângulo de 45º em relação aos pontos de fixação. Além disso, quatro aberturas em forma de "sino de vaca" estão localizadas logo abaixo da cúpula comum, que apontam para baixo em direção aos motores, embora em um ligeiro ângulo.

### Interestágio
O interestágio (ou estágio intermediário) também é equipado com quatro grid fins acionadas eletricamente, feitas de aço inoxidável, cada uma com uma massa de 3 toneladas. Essas grid fins são pareadas, com as aletas em cada par estando separadas por 60º uma da outra, com o objetivo de melhorar o controle no eixo de inclinação. Além disso, essas grid fins permanecem estendidas durante a subida para economizar peso. O estágio intermediário também possui pontos de fixação salientes, localizados entre as grid fins, permitindo que o propulsor seja levantado ou capturado pela torre de lançamento. A capacidade de içar um propulsor desses pontos fixos foi comprovada em 23 de agosto de 2022, quando o Booster 7 foi içado para o OLM-A. A primeira captura em retorno de um Super Heavy Booster ocorreu em 13 de outubro de 2024, com o Booster 12.
Após o primeiro voo de teste da Starship, todos os Super Heavy Boosters têm um estágio intermediário ventilado adicional de 1,8 m de altura para permitir multiestágios (conhecido como hot staging). Durante o hot staging, o Super Heavy desliga todos os motores, exceto os 3 centrais, enquanto o segundo estágio dispara seus motores antes de se separar, assim o segundo estágio "empurra" o primeiro estágio, proporcionando impulso adicional. O estágio intermediário ventilado contém uma cúpula para proteger o topo do Super Heavy dos motores do segundo estágio. Elon Musk afirmou em 2023 que essa mudança poderia resultar em um aumento de 10% na carga útil para a órbita baixa da Terra. A partir do Booster 11, o estágio intermediário é descartado após a conclusão da queima de retorno, a fim de reduzir a massa durante a descida. A partir de junho de 2024, a SpaceX afirmou que não pretende mais descartar o estágio intermediário nos Boosters do Bloco 2 e do Bloco 3, pois o estágio intermediário será diretamente integrado ao veículo.

## Fabricação

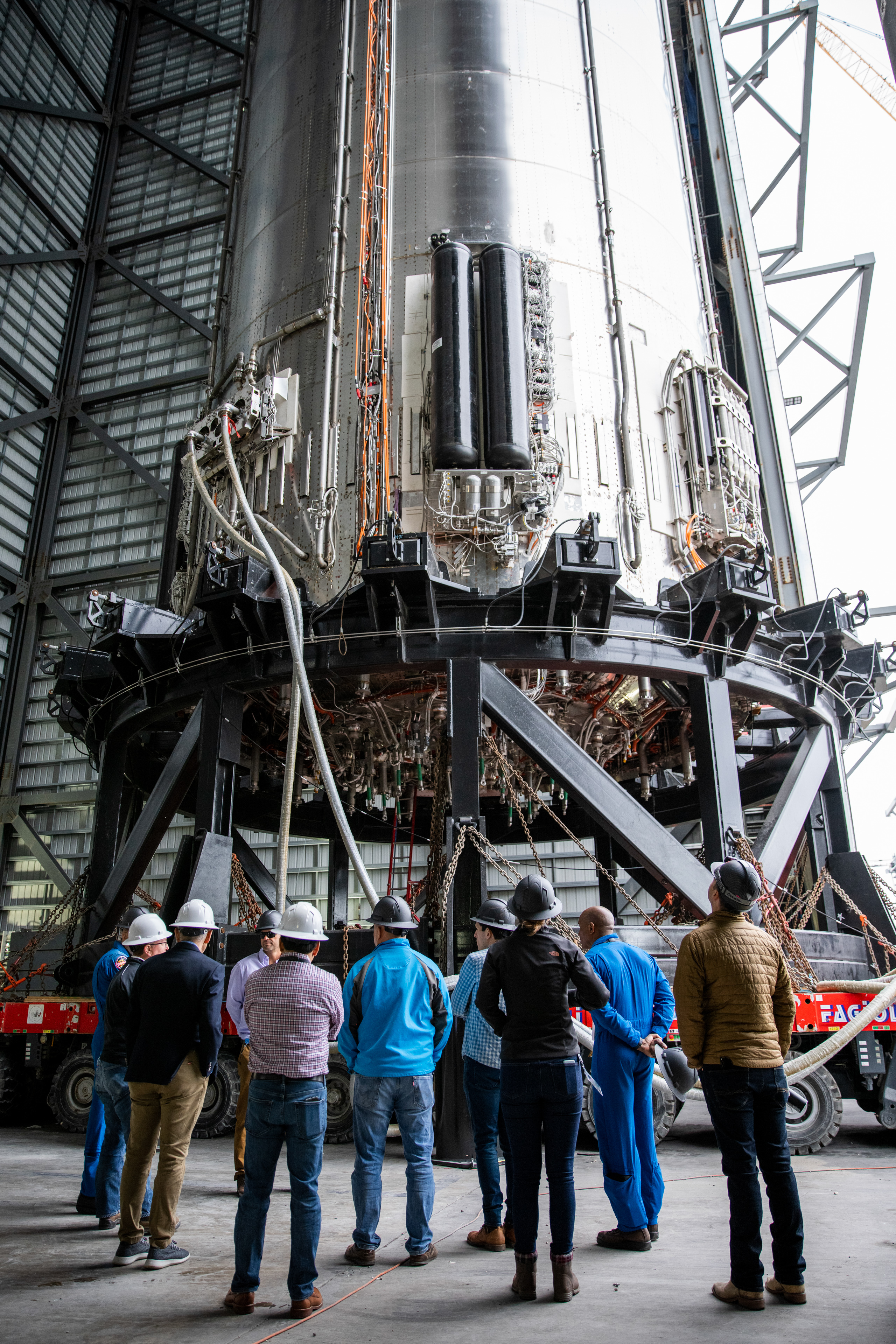
Parte inferior de um Super Heavy Booster de 29 antes motores da instalação dos mesmos.

A partir de novembro de 2024, todos os componentes do Super Heavy serão fabricados na Starbase, Texas.
O processo de fabricação começa com rolos de aço inoxidável, que são desenrolados, cortados e soldados ao longo de uma borda para criar um cilindro de 9 metros diâmetro, 1.83 de altura e 3.97 milimetros de espessura, e aproximadamente 1600 kg emdemassa. Trinta e três desses anéis são usados no Super Heavy Booster. Quatro anéis mais curtos, de 1.4 metros, são usados exclusivamente na seção traseira. Um anel de 1 metro e outro 1.7 metros são usados para construir o tanque coletor de oxigênio líquido. Esses anéis têm um diâmetro significativamente menor que os anéis principais.
A cúpula frontal é construída a partir de dois componentes: a "junta da cúpula" e o "tronco da cúpula". A cúpula traseira tem um terceiro segmento: o "disco de impulso", que suporta o peso dos treze motores internos. Entretanto, a cúpula comum é formada por apenas único tipo de peça e é mais elíptica do que as cúpulas dianteira e traseira.
Esses anéis são empilhados e soldados com o auxílio de um robô ao longo de suas bordas para formar pilhas de três a quatro anéis. Em seguida, são adicionados longarinas às pilhas de anéis, melhorando a resistência estrutural do booster. Para a seção dianteira, são feitos recortes para as aletas da grade e pontos de fixação. Em sequência, as cúpulas são instaladas nas chaminés de anéis dianteiros, traseiros e comuns. A pilha de anéis dianteiros consiste em três anéis, e a pilha de anéis comuns consiste em quatro. A seção traseira é construída exclusivamente a partir dos quatro anéis de 1.4 metros. Nesta fase são adicionados as ligações de tanques e tubulações externas, seguidos pelos COPVs e tanque coletor.
Após a conclusão da produção das pilhas de anéis, inicia-se o empilhamento dessas seções, começando pela montagem do tanque de metano e oxigênio que são integrados à cúpula comum. O tubo que desce o metano é adicionado, juntamente com as longarinas finais às linhas de solda. Quando ambos os tanques estão completos, o tanque de metano é empilhado sobre o tanque de oxigênio, completando a montagem do tanque primário.
O veículo é então levado para o local de teste da Massey e testado criogenicamente de duas a três vezes. Esses testes enchem ambos os tanques com nitrogênio líquido, que não é inflamável, embora oxigênio líquido também possa ser usado. Após o retorno ao local de produção, os motores são instalados, juntamente com sua blindagem, que forma o compartimento de popa. A seguir, são realizados testes de fogo estático no local de lançamento e o estágio intermediário é adicionado ao veículo.

## História

### Conceitos iniciais

#### Transportador Colonial de Marte
Em Outubro de 2012, a empresa fez o primeiro pronunciamento público de planos para desenvolver um sistema reutilizável de foguetes com capacidades consideravelmente maiores do que o actual Falcon 9 da SpaceX. Mais tarde no mesmo ano, a empresa mencionou pela primeira vez o conceito desse foguete, que era idealizado para ser capaz de transportar 100 pessoas ou 100 toneladas de carga para Marte e seria movido por motores Raptor usando metano. Elon Musk referiu-se a este novo veículo de lançamento sob a sigla não especificada "MCT", que foi revelada em 2013 como sendo a sigla para "Mars Colonial Transporter". A COO da SpaceX, Gwynne Shotwell, deu uma estimativa de carga útil potencial entre 150 - 200 toneladas para a órbita baixa da Terra. De acordo com o chefe de desenvolvimento de motores da SpaceX, Tom Mueller, a SpaceX poderia usar nove motores Raptor em um único propulsor MCT. O projeto preliminar seria de pelo menos 10 metros de diâmetro e esperava-se que tivesse até três núcleos totalizando pelo menos 27 motores.

#### Sistema de Transporte Interplanetário
Em 27 de setembro de 2016, no 67º Congresso Internacional de Astronáutica, o CEO da SpaceX, Elon Musk, anunciou que a SpaceX estava desenvolvendo um novo foguete usando motores Raptor, chamado Sistema de Transporte Interplanetário. Teria dois estágios, um propulsor reutilizável e uma nave espacial. Os tanques dos estágios seriam feitos de composto de carbono, armazenando metano líquido e oxigênio líquido. Apesar das 300 toneladas de capacidade de lançamento para órbita baixa da Terra, esperava-se que tivesse um baixo preço de lançamento. A nave espacial proposta apresentava três variantes: tripulação, carga e tanque; a variante tanque é usada para transferir propelente para a nave espacial em órbita. O conceito, especialmente os feitos tecnológicos necessários para tornar tal sistema possível e os fundos necessários, suscitou um considerável ceticismo. Ambos os estágios usariam pressurização autógena dos tanques de propelente, eliminando o problemático sistema de pressurização de hélio de alta pressão do Falcon 9.

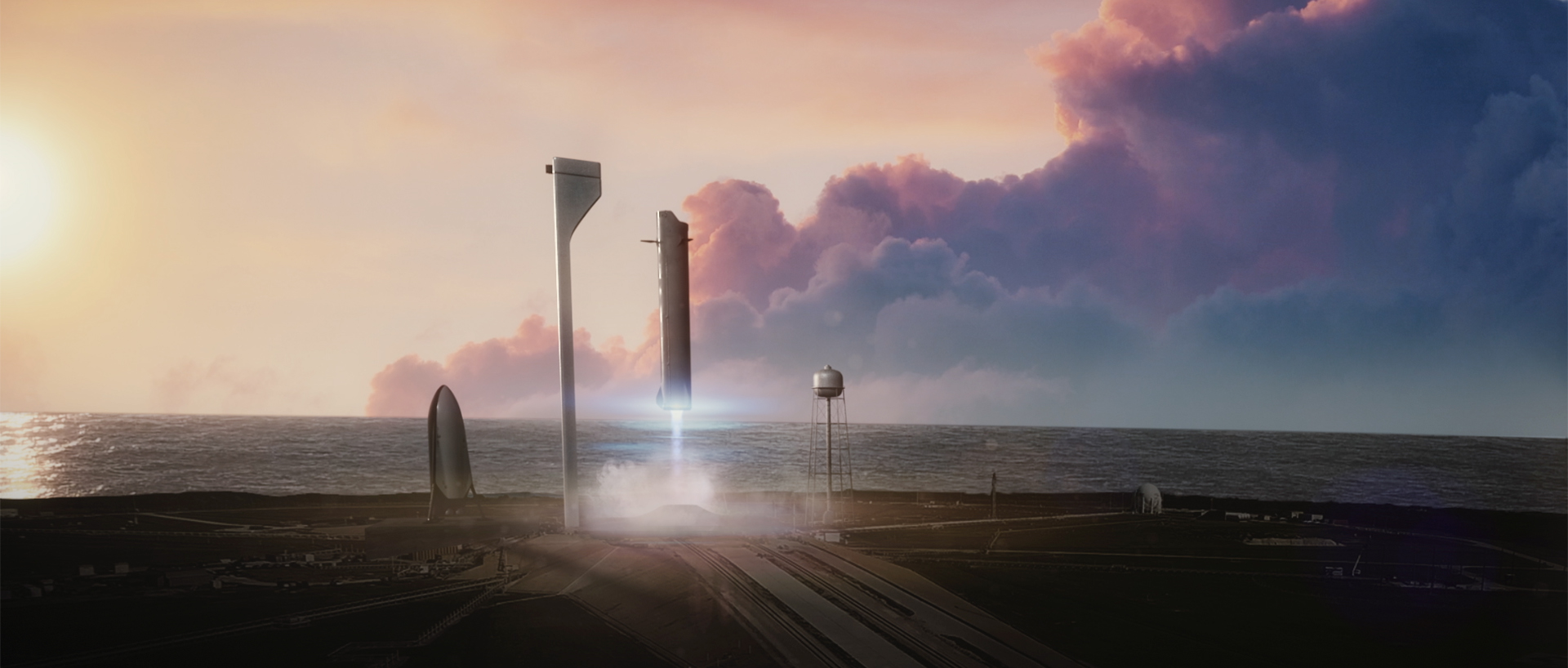
Conceito artístico de 2016 do propulsor ITS retornando à plataforma de lançamento

O ITS teria 12 metros de diâmetro, 77.5 metros de altura, primeiro estágio reutilizável alimentado por 42 motores, cada um produzindo 3024 KN de empuxo. O impulso total do booster seria de 128 MN na decolagem, aumentando para 138 MN no vácuo, várias vezes os 36MN de empuxo do Saturno V. Pesaria 275 toneladas quando vazio e 6700 toneladas quando completamente cheio com propelente. Ele usaria aletas de grade para ajudar a guiar o propulsor através da atmosfera para um pouso preciso. A configuração do motor incluía 21 motores em um anel externo e 14 em um anel interno. O conjunto central de sete motores seria capaz de girar para controle direcional, embora algum controle direcional fosse obtido por meio de empuxo diferencial com os motores fixos. Cada motor seria capaz de propulsionar entre 20 e 100 por cento do empuxo nominal.
O objetivo do projeto era atingir uma velocidade de separação de cerca de 8650 km/h mantendo cerca de 7% do propelente inicial para atingir um pouso vertical na plataforma de lançamento. O projeto exigia grid fins para guiar o booster durante a reentrada atmosférica. Esperava-se que os voos de retorno do booster encontrassem cargas menores do que o Falcon 9, principalmente porque o ITS teria uma relação de massa menor e uma densidade menor. O booster deveria ser projetado para 20G cargas nominais e possivelmente tão altas quanto 30–40G.
Em contraste com a abordagem de pouso usada no Falcon 9 da SpaceX, que consiste em uma grande plataforma de concreto plana ou uma plataforma de pouso flutuante, o booster ITS foi projetado para pousar no próprio suporte de lançamento, para reabastecimento e relançamento em pouco tempo.

#### Big Falcon Rocket
Em setembro de 2017, na 68ª reunião anual do Congresso Internacional de Astronáutica, Musk anunciou um novo veículo de lançamento chamando-o de BFR, embora afirmando que o nome era temporário. A sigla foi declarada como Big Falcon Rocket (Grande Foguete Falcon) ou Big Fucking Rocket, uma referência irônica ao BFG da série de videogames Doom. O veículo foi projetado para ter 106 metros de altura, 9 metros de diâmetro e feito de compósitos de carbono.

### Starship
Em dezembro de 2018, o material estrutural foi alterado de compostos de carbono  para aço inoxidável, marcando a transição dos primeiros conceitos de design da Starship. Musk citou inúmeras razões para a mudança no material: baixo custo, facilidade de fabricação, maior resistência do aço inoxidável em temperaturas criogênicas, e resistência à altas temperaturas. Em 2019, a SpaceX começou a se referir ao veículo como Starship, com o segundo estágio sendo chamado de Starship e o propulsor Super Heavy.

#### Teste de solo
Em março de 2021, a SpaceX montou o primeiro protótipo Super Heavy, BN1, que foi usado como modelo produção para veículos futuros, mas foi desfeito em 30 de março do mesmo ano. O próximo booster, BN3, foi montado em 29 de junho de 2021. Realizou o primeiro teste de prova criogênica de um Super Heavy em 13 de julho do mesmo ano, seguido pelo único disparo estático de um propulsor Super Heavy no Sítio de Lançamento Suborbital em 19 de julho. Foi parcialmente descartado em agosto,  com o processo concluído em janeiro de 2022.
O Booster 4 foi o primeiro veículo planejado para voar no Primeiro Teste de Voo da Starship. Foi o primeiro Super Heavy no qual a Starship foi atracada em cima.  Esse Booster conduziu vários testes criogênicos antes de ser aposentado em favor do Booster 7 (B7) e da Starship 24 (S24).

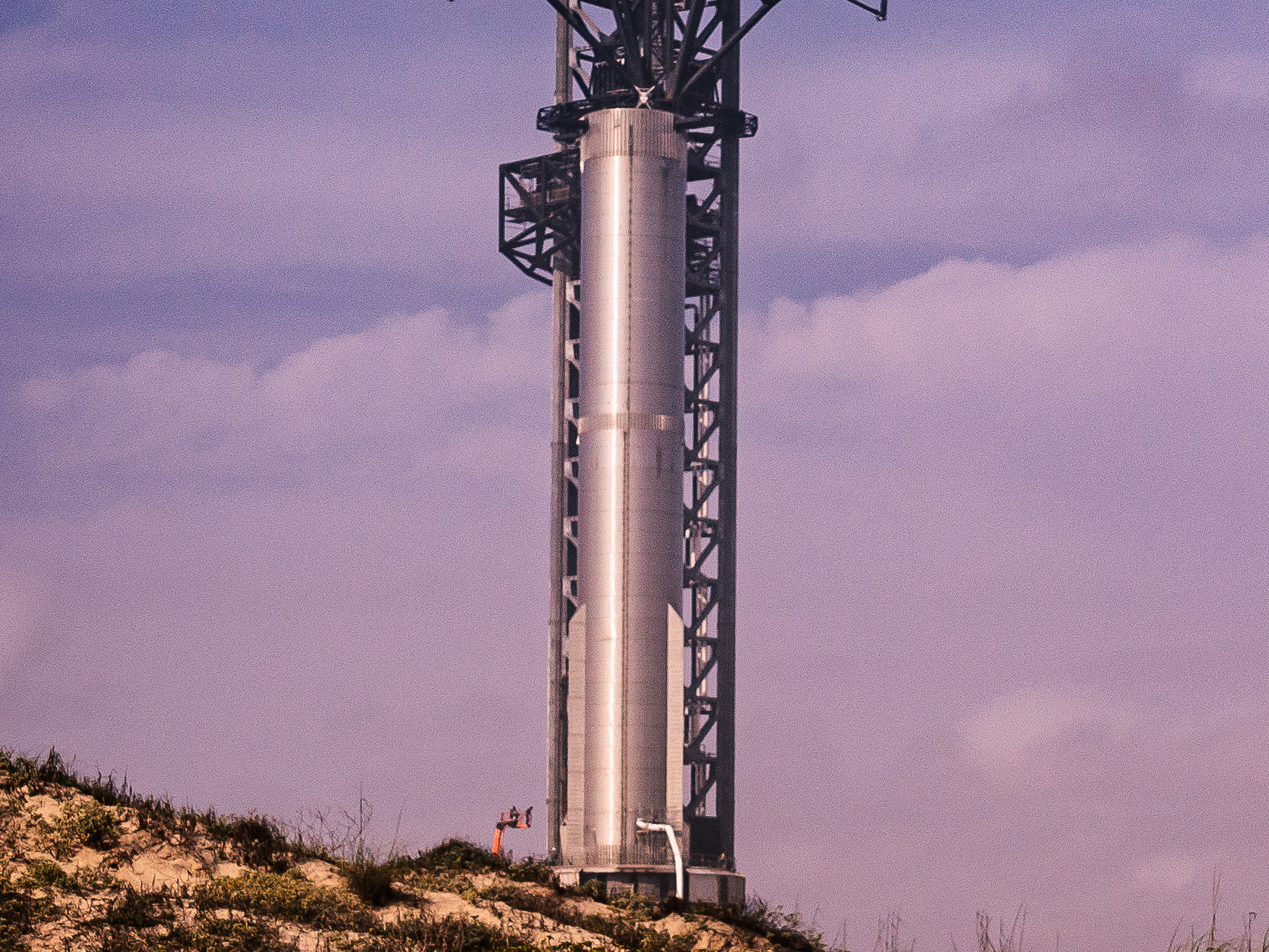
O Booster 7 sendo testado na plataforma de lançamento orbital da Starbase, Boca Chica, Texas, em fevereiro de 2023.

#### Teste de voo
O Booster 7 e o Ship 24 realizaram vários testes estáticos de disparo e de rotação antes do lançamento, com o primeiro teste desse tipo causando danos significativos ao Booster 7 em 11 de julho de 2022. Após uma tentativa de lançamento abortada em 17 de abril de 2023, o Booster 7 e a Starship 24 decolaram em 20 de abril às 13:33 UTC no primeiro teste de voo orbital. Três motores foram desativados durante a sequência de lançamento e vários outros falharam durante o voo. O voo foi concluído quando o booster perdeu o controle do vetor de empuxo dos motores Raptor, resultando na rotação do foguete fora de controle. O sistema de terminação de voo (FTS) foi ativado, embora o veículo tenha tombado por mais 40 segundos antes de se desintegrar.
Após o primeiro voo de teste, a SpaceX começou a revisar o design do lançamento para reparar os danos sofridos e evitar problemas futuros. A fundação da torre de lançamento foi reforçada e um defletor de chamas movido a água foi construído sob o suporte de lançamento. A Ship 25 e o Booster 9 foram levados para os locais de lançamento em maio para passar por vários testes.
Em 18 de novembro de 2023, o Booster 9 e o Ship 25 decolaram da plataforma. Todos os 33 motores continuaram a funcionar até o estágio de separação, onde o segundo estágio se separou empurrando-se para longe do primeiro estágio. Após a separação, o booster Super Heavy completou sua manobra de inversão e iniciou a queima do boostback antes de explodir após várias falhas sucessivas do motor. Três minutos e meio após o voo a uma altitude de ~90 km sobre o Golfo do México, o bloqueio em um filtro de oxigênio líquido fez com que um dos motores falhasse de uma forma que resultou na destruição do booster.
O IFT-3 foi lançado da base espacial SpaceX ao longo da costa sul do Texas por volta das 13:25 UTC em 14 de março de 2024. Assim como o IFT-2, todos os 33 motores do boster foram acionados e a separação dos estágios foi bem-sucedida. O B10 realizou uma queima de retorno, no entanto, o pouso planejado no Golfo do México não foi bem-sucedido, pois explodiu a 462 metros acima da superfície.
O quarto teste de voo integrado da configuração completa da Starship foi lançado em 6 de junho de 2024, às 12:50 UTC. Os objetivos do voo de teste eram que o booster Super Heavy pousasse em uma 'torre virtual' no oceano. O Super Heavy conseguiu uma amaragem suave, antes de ser destruído após tombar.

## Perfil da missão planejada
O Super Heavy e o Starship são empilhados em seu suporte de lançamento e carregados com combustível por meio do braço de desconexão rápida do booster (BQD) e da nave (SQD). Na marca T-19:40, o resfriamento do motor começa no booster. Isso serve para proteger as turbobombas do motor contra choques térmicos. Três segundos antes do lançamento, começa a sequência de inicialização dos 33 motores.
Após a decolagem, os motores queimam por aproximadamente 159 segundos antes que o Super Heavy desligue todos os motores centrais com gimbals, exceto três, a uma altitude de aproximadamente 64km. (p58) Ele desacelera os motores restantes, antes que a Starship ligue seus motores enquanto ainda está presa ao propulsor, e se separe. O booster então gira, antes de acender dez motores adicionais para uma "queima de reforço" que interrompe toda a velocidade de avanço e inverte a trajetória em direção ao local de lançamento. Após a queima de retorno, os motores do Super Heavy desligam e ele em uma trajetória de descida controlada até o local de lançamento usando suas aletas de grade para pequenas correções de curso. Após seis minutos, pouco antes do pouso,  ele acende seus 13 motores internos e desliga todos, exceto os 3 internos, para realizar uma queima de pouso que o desacelera o suficiente para ser capturado por um par de braços de acionamento hidráulico presos à torre de lançamento.

## Desenvolvimento
| S/N | Tipo    | Lançamentos | Data de lançamento     | Número do voo  | Tempo de retomada | Carga útil | Lançamento (plataforma) | Pouso (localização) | Status                                          |
| --- | ------- | ----------- | ---------------------- | -------------- | ----------------- | ---------- | --- | ------------------- | ----------------------------------------------- |
| BN1 | —       | 0           | —                      | —              | —                 | —          | — | —                   | Descartado                                      |
| B3  | —       | 0           | —                      | —              | —                 | —          | — | —                   | Descartado                                      |
| B4  | Bloco 1 | 0           | —                      | —              | —                 | —          | — | —                   | Descartado                                      |
| B5  | Bloco 1 | 0           | —                      | —              | —                 | —          | — | —                   | Descartado                                      |
| B7  | Bloco 1 | 1           | 20 de abril de 2023    | Voo de Teste 1 | —                 | —          | Falha | N/a                 | Destruído                                       |
| B8  | Bloco 1 | 0           | —                      | —              | —                 | —          | — | —                   | Descartado                                      |
| B9  | Bloco 1 | 1           | 18 de novembro de 2023 | Voo de Teste 2 | —                 | —          | Falha O primeiro estágio do propulsor funcionou normalmente; a falha ocorreu no segundo estágio, onde uma ventilação planejada de oxigênio líquido resultou em incêndios a bordo e ativação de terminação de voo. | Falha (Oceano)      | Destruído                                       |
| B10 | Bloco 1 | 1           | 14 de março de 2024    | Voo de Teste 3 | —                 | —          | Sucesso | Falha (Oceano)      | Destruído                                       |
| B11 | Bloco 1 | 1           | 6 de junho de 2024     | Voo de Teste 4 | —                 | —          | Sucesso | Controlado (Oceano) | N/a                                             |
| B12 | Bloco 1 | 1           | 13 de outubro de 2024  | Voo de Teste 5 | —                 | —          | Sucesso | Sucesso             | Aposentado                                      |
| B13 | Bloco 1 | 1           | 19 de novembro de 2024 | Voo de Teste 6 | —                 | —          | Sucesso | Controlado (Oceano) | N/a                                             |
| B14 | Bloco 1 | 0           | —                      | —              | —                 | —          | — | —                   | Operacional (Aguardando teste estático de fogo) |
| B15 | Bloco 1 | 0           | —                      | —              | —                 | —          | — | —                   | Operacional (Aguardando teste criogênico)       |
| B16 | Bloco 1 | 0           | —                      | —              | —                 | —          | — | —                   | Em construção                                   |
| B17 | Bloco 1 | 0           | —                      | —              | —                 | —          | — | —                   | Em construção                                   |
|     |         |             |                        |                |                   |            | |                     |                                                 |

### Teste de solo (BN1–B6)

#### BN1
O BN1 foi o primeiro protótipo do Super-Heavy Booster, mas não foi projetado para realizar testes de voo. Seções do booster de 66 metros de altura foram fabricados em 2020 e o empilhamento de seções começou em dezembro de 2020. O BN1 terminou de ser empilhado dentro da High Bay em 18 de março de 2021, e foi desmontado em 30 de março de 2021.

#### B3
O Booster 3 também foi montado na High Bay em 29 de junho de 2021, e foi movido para o estande de testes. Um teste de prova criogênica foi concluído em 13 de julho, seguido por um teste de fogo estático no dia 19 de julho. O BN3 foi parcialmente descartado em 15 de agosto, enquanto o tanque de oxigênio líquido (LOX) permaneceu soldado à estande de testes até 13 de janeiro de 2022.

#### B4–B5

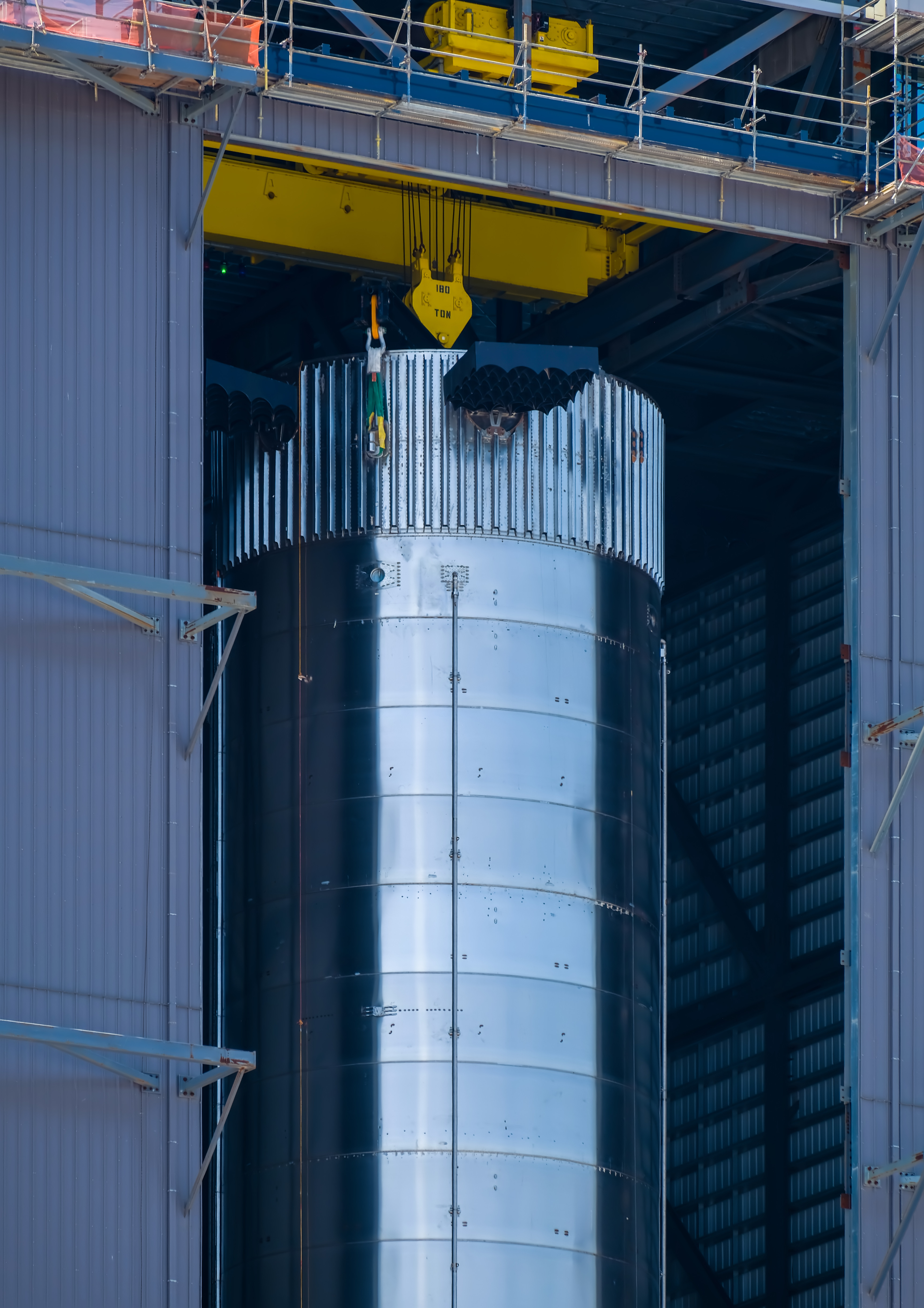
Booster 4 na High Bay.

O B4 foi montado em 1º de agosto de 2021, com 29 motores instalados em 2 de agosto de 2021. Grid fins foram adicionadas para dar suporte aos testes de reentrada atmosférica. O SN20 foi colocado no topo do Booster 4 em 6 de agosto de 2021 para um teste de ajuste, tornando-o o foguete mais alto já totalmente integrado, recorde mantido por um período de dois anos. O B4 realizou o dois testes de prova criogênica em 17 de dezembro de 2021 incluindo um teste de prova criogênica de carga total, seguido por um teste de prova pneumática. O B4 e o S20 foram então aposentados. Em 6 de março de 2024, as grid fins B4 foram removidas e o booster foi movido para a Mega Bay em 21 de março, onde foi desfeito no dia seguinte.
O empilhamento do B5 foi concluído em novembro, embora em 8 de dezembro o B5 tenha sido aposentado junto com o SN15 e o SN16. Posteriormente, foi descartado.

### Lançamentos orbitais (B7–subsequente)

#### B7–B8
O B7 foi levado no suporte de lançamento orbital no dia 31 de março de 2022 e completou dois testes de prova criogênica em abril do mesmo ano, resultando num dano do tubo de descida. Após o reparo, ele foi devolvido à OLM e realizou dois testes criogênicos. Em seguida, foi movido para Mega Bay 1 para instalação do motor e das grid fins. Em 11 de julho, após retornar ao OLM-A para testes de motor, o B7 sofreu uma detonação sob os motores durante uma tentativa de teste de escorvamento de rotação dos motores. O B7 retornou ao OLM-A em 4 de agosto com apenas 20 motores Raptor externos, e completou dois testes de fogo estático de motor único em 9 e 11 de agosto. Após receber seus 13 motores internos, o B7 conduziu uma série de testes de ignição estática e de spin prime durante agosto e setembro, antes de retornar novamente à Mega Bay em 21 de setembro. Após receber atualizações, ele foi içado para a plataforma de lançamento em 8 de outubro. O S24 foi instalado no topo do B7 em 12 de outubro, e posteriormente removido após completar vários testes de carga criogênica. O B7 então completou uma série de testes de spin prime, de fogo estático e de pressurização autógena durante o mês de novembro. Em janeiro e fevereiro de 2023, o B7 e o S24 realizaram um ensaio geral e novo teste de fogo estático de 33 motores em 9 de fevereiro. Em 20 de abril de 2023, o B7 foi lançado no Primeiro Teste de Voo Integrado, porém foi destruído antes da separação dos estágios por conta de um incêndio na seção traseira que acabou cortando as conexões entre seus motores e computadores de voo, que resultou na perda do controle de atitude e ativação do FTS.
O B8 foi empilhado em 8 de julho de 2022 e  foi transferido para o local de lançamento em 19 de setembro de 2022. Porém, o B8 foi descartado em janeiro de 2023 em favor do B9. As unidades de energia hidráulica do Booster 8 foram usadas para substituir os do B7, junto com várias outras peças, incluindo a blindagem do motor.

#### B9–B12
O B9 terminou de ser empilhado no final de 2022 e contou com atualizações, incluindo um sistema de controle de vetor de empuxo elétrico (ETVC) dos motores Raptor, substituindo as unidades de energia hidráulica anteriores que foram usadas até o Booster 8. Foi transferido para a estação criogênica OLS em 15 de dezembro. Passou com sucesso em dois testes de prova criogênica foram realizados em 21 e 29 de dezembro, e após a instalação do motor, o Booster 9 foi levado para o OLM-A em 20 de julho de 2023, realizou mais um teste de prova criogênica, seguido por um teste de spin prime em 4 de agosto  Em 6 de agosto, o Booster 9 disparou 29 motores por 2,7 segundos, em vez dos 33 motores planejados por 5 segundos. Em seguida, foi movido para fora do OLM-A e retornado para Mega Bay 1 para adicionar seu estágio intermediário em 16 de agosto. Ao mover o B9 de volta para OLM-A em 22 de agosto, novos testes foram feitos como outro teste de spin prime no dia 23 de agosto e um teste de queima estática em 25 de agosto. S25 foi içado para o B9 pela primeira vez em 5 de setembro retirado várias vezes durante o resto do mês e meados de outubro. Em 22 de outubro, o B9 foi submetido a dois testes criogênicos parciais, enquanto o S25 não foi testado, seguido por um ensaio geral completo (WDR) dois dias depois. Em 18 de novembro, o B9 e o S25 decolaram com todos os 33 motores acesos às 13:02 UTC. Após a separação bem-sucedida do S25, o B9 foi destruído após várias falhas de motor durante a queima de reforço.

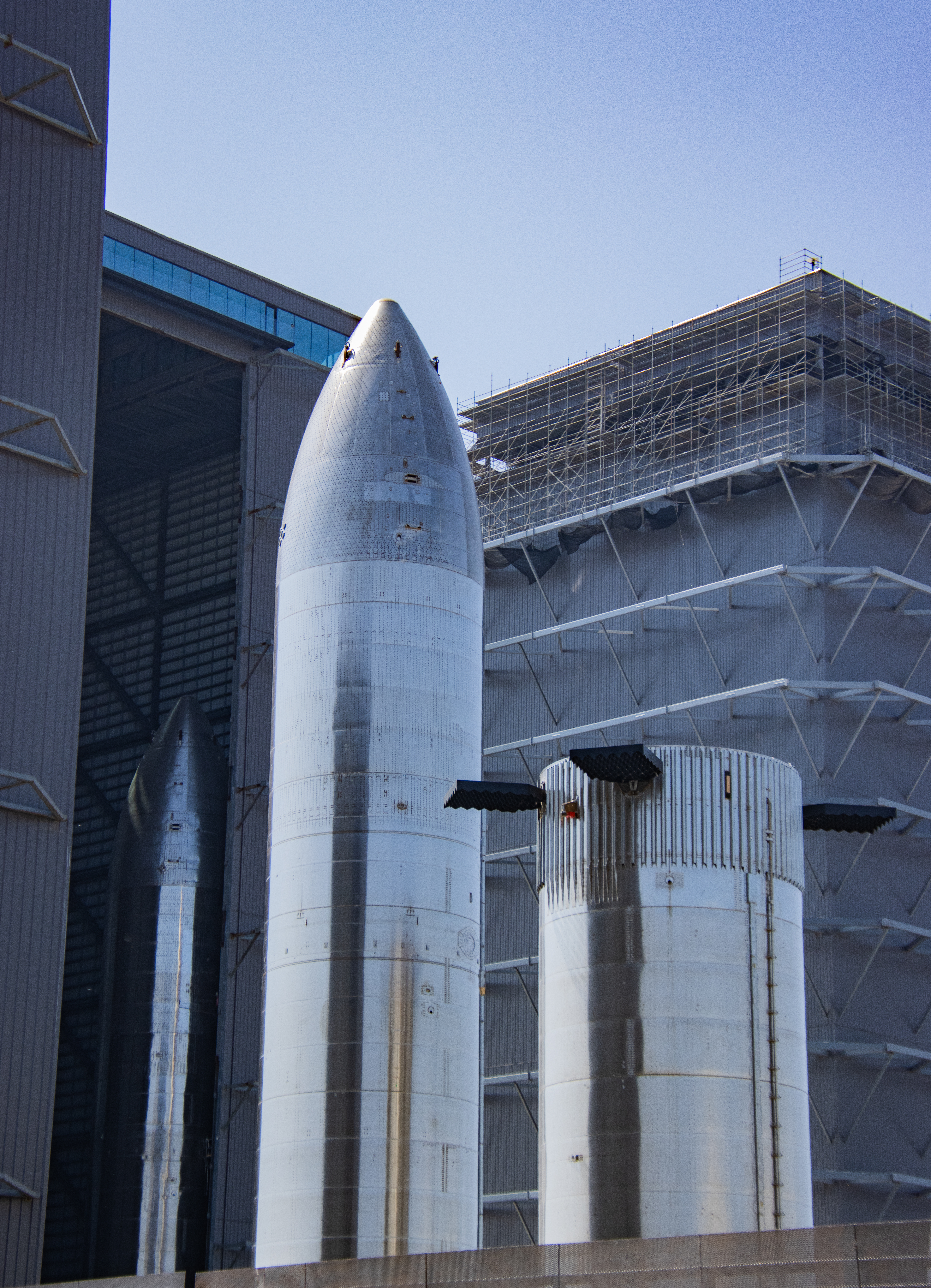
Grid fins e ondulação no tanque de metano do B10 (direita, primeiro plano), 12 de março de 2023

O B10 foi montado em março de 2023. O B10 foi transferido para o local de teste da Massey para testes criogênicos em 7 de julho, passando por um testes de prova em julho e setembro. O B10 foi movido de volta para Mega Bay 1 em 19 de setembro para instalação do motor e do estágio intermediário. Em 18 de dezembro, o B10 foi movido para o local de lançamento orbital, seguido de um transporte para o OLM-A no dia seguinte. O booster abortou um teste de fogo estático em 21 de dezembro mas o completou em 29 de dezembro. Em 2 de janeiro de 2024, o B10 foi movido de volta para o local de produção, e foi transportado para o local de lançamento orbital para um WDR. Em 9 de fevereiro, o B10 foi içado para o OLM-A, e em 10 de fevereiro, o S28 foi içado para o B10, com o veículo combinado abortando duas tentativas de ensaio geral antes de concluí-lo em 3 de março Os veículos foram desempilhados para preparar o FTS no começo de março, seguido pelo S28 sendo reempilhado em 10 de março. Em 14 de março, o B10 foi lançado com o S28 no IFT-3, completando a queima de subida sem nenhuma falha de motor. Seis motores falharam durante a queima de retorno. Durante a queima de pouso, apenas 3 motores foram acionados, com dois falhando logo depois.
O B11 terminou de ser preparado em junho de 2023. Em 12 de outubro, o B11 foi transferido para o local de teste da Massey, onde foi submetido a testes criogênicos em 14 e 18 de outubro. Em 19 de novembro, o B11 foi movido de volta para Mega Bay 1 para instalação do motor e do estágio intermediário. O B11 foi transferido para o OLM-A para testes de fogo estático em 4 e 5 de abril. Em 7 de abril, foi movido do OLM-A para Mega Bay 1 para modificações pré-voo. Em 10 de maio, foi levado para o local de lançamento orbital. Em 15 de maio, S29 foi içado para o topo do B11, com o veículo combinado completando um teste criogênico parcial em 16 de maio, e dois ensaios gerais em 20 e 28 de maio. Em 29 de maio, o S29 foi desempilhado para os trabalhos finais de revestimento e instalação do Sistema de Terminação de Voo (FTS). O S29 foi empilhado no B11 pela última vez em 5 de junho. Em 6 de junho, o B11 e o S29 foram lançados no IFT-4, com uma única falha de motor ocorrendo logo após a decolagem. A queima de retorno não apresentou falhas no motor, embora um segundo motor tenha falhado durante a queima de pouso. O B11 foi destruído após tombar, tendo vários componentes sido recuperados no final de setembro. Em 9 de outubro de 2023, o vice-presidente de construção e confiabilidade de voo da SpaceX, Bill Gerstenmaier, afirmou que o B11 pousou a "meio centímetro" do alvo.

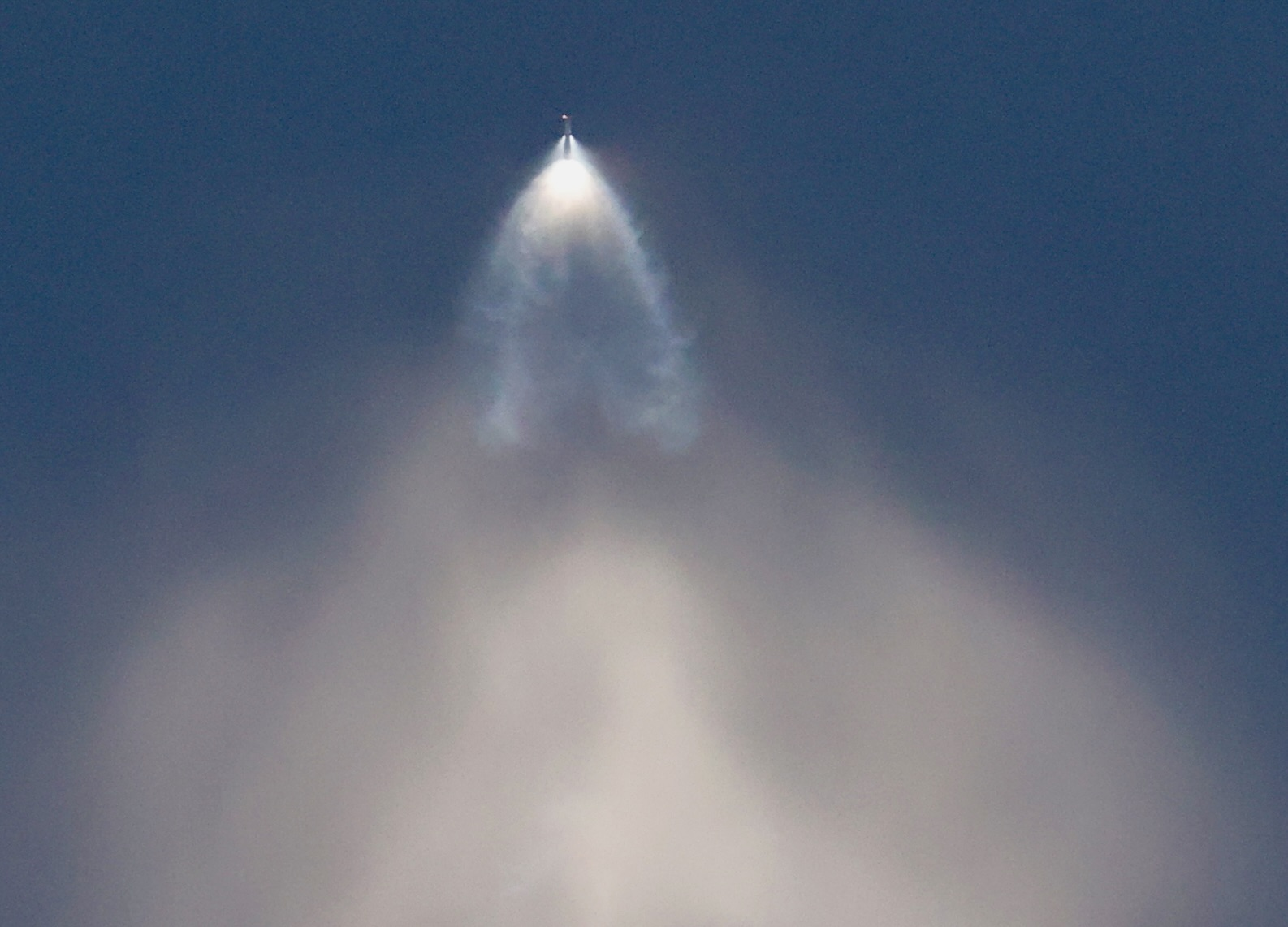
Booster 12 retornando ao local de lançamento após se separar da S30 durante o IFT-5

A montagem do B12 começou em junho de 2023. Em 28 de dezembro de 2023, o B12 foi transferido para a Massey's para testes criogênicos, onde realizou dois testes criogênicos em 10 e 12 de janeiro de 2024. O B12 foi transferido para o local de produção em meados de janeiro para instalação do motor. O B12 foi transferido para o OLM-A onde realizou testes de queima estática, pressurização e spin prime em julho de 2024, e depois foi revertido para o local de produção. A SpaceX afirmou que o B12 e o S30 estavam prontos para voar em 8 de agosto. Em 20 de setembro, o B12 foi levado ao local de lançamento, com o S30 sendo içado para o B12 no dia seguinte. Um ensaio geral parcial foi realizado em 23 de setembro e outro em 7 de outubro, seguido pelo desempilhamento do S30 para a instalação do FTS, que foi concluído em ambos os veículos em 9 de outubro. Em 11 de outubro o S30, foi empilhado no B12 para o voo 5. O B12 e o S30 foram lançados em 13 de outubro no IFT-5, com o B12 conduzindo com sucesso a subida, a queima de retorno e a aterrissagem ocorreram sem falhas no motor, antes de ser pego pelo pórtico, e posteriormente baixado no OLM-A. Musk afirmou que o B12 sofreu danos no voo que poderiam ser "facilmente resolvidos", incluindo empenamento dos bicos externos do motor. O FTS do B12 foi removido em 14 de outubro, seguido de seu retorno ao Mega Bay 1 para inspeções pós-voo. Em 22 de outubro, o estágio intermediário do B12 foi recuperado. O B12 foi aposentado no jardim de foguetes em 28 de outubro.

#### B13–B17
Os veículos B13 e subsequentes têm saídas de ar atualizadas, um novo design de pista e quinas reforçadas. A montagem do B13 foi concluída em 3 de fevereiro de 2024. Foi levado ao local de teste da Massey para dois testes criogênicos no fim de abril. Em 22 de outubro, o B13 foi transportado para o OLM A, onde um novo teste criogênico parcial e teste de disparo estático foram feito. O booster posteriormente rolado para Mega Bay 1. Ele retornou ao local de lançamento do IFT-6 em 14 de novembro, onde S31 foi içado para o propulsor. O FTS foi instalado em 15 de novembro, seguido por um ensaio geral parcial em 17 de novembro. Em 19 de novembro, o B13 foi lançado com o S31 no IFT-6, completando as etapas de subida, impulso e pouso. No entanto, a tentativa de "captura" foi cancelada devido a um problema com a torre de lançamento, e o propulsor foi desviado para aterrissar no Golfo do México.
Em 11 de maio de 2024, a SpaceX divulgou uma imagem mostrando que o B14 havia sido montado. O B14 foi colocado do Mega Bay 1 em 2 de outubro e depois no Massey's no dia seguinte. Em 4 e 5 de outubro, o B14 realizou testes criogênicos. Foi então transferido para Mega Bay 1 em 7 de outubro.
Em 23 de julho de 2024, a seção traseira do B15 foi avistada com tanques adicionais conectados ao tanque de oxigênio líquido.
Em 14 de outubro de 2024, a primeira seção do B16 foi vista sendo movida pela Starfactory. O empilhamento começou no final de outubro.

## Artigos de teste

### Artigos de teste baseados em Super Heavy
| S/N     | Testes | Data de Descarte       | Status       |
| ------- | ------ | ---------------------- | ------------ |
| BN2.1   | 2      | 25 de Junho de 2021    | Aposentado   |
| B2.1    | 3      | 06 de Dezembro de 2022 | Aposentado   |
| B6.1    | 1      | Maio de 2023           | Destruído    |
| LOX LTT | 1      | Desconhecido           | Desconhecido |
| B7.1    | 6      | Dezembro de 2022       | Sucateado    |
| HSLH    | 2      | Outubro de 2023        | Sucateado    |
| B14.1   | 3+     | Agosto de 2024         | Aposentado   |

O BN2.1 foi levado  para testes criogênicos em 3 de junho de 2021. Realizou dois testes em 8 e 17 de junho de 2021.
B2.1 (não  confundir com BN2.1) conduziu três testes criogênicos em 1º, 2 e 3 de dezembro de 2021.
O B6.1 foi originalmente concebido para ser o terceiro Super Heavy em condições de voar, mas foi somente reaproveitado como um tanque de teste. Em maio de 2023, foi usado para testar o sistema FTS modificado, depois que os B7 e S24 não foram destruídos pelo FTS.
O tanque de teste de pouso de oxigênio líquido (LOX LTT) foi baseado no tanque de pouso LOX do Booster. Foi testado criogenicamente no início de 2022.
EDOME era um tanque de teste criado para testar domos mais planos, possivelmente usados em futuros protótipos da Starship. Foi transferido para o local de lançamento em julho de 2022 e, em seguida, de volta ao local de produção no mês seguinte, sem passar por nenhum teste. Mais tarde, foi movido do local de produção para o local de teste da Massey no final de setembro de 2022, onde foi danificado durante um teste de pressão criogênica até a falha. Após reparos, foi testado até a destruição no final de outubro de 2022.
Hot Stage Load Head (HSLH) foi um artigo de teste projetado para verificar a integridade estrutural do interestágio dos Super Heavy B9+. Foi transportado para o local de teste da Massey em 30 de julho de 2023, antes de ser carregado no dispositivo de teste de estresse conhecido como Can Crusher. Em meados de outubro de 2023, foi transferido de volta para o local de produção onde foi desmontado.
B14.1 é um artigo de teste que consiste em uma cúpula comum de reforço e uma seção dianteira. Após os testes estruturais em Masseys, ele foi movido para o local de lançamento em 21 de junho de 2024, e içado para OLM A. Foi testado em junho e agosto. Em 17 de agosto, foi devolvido ao local de produção.

### Artigos de teste gerais
| S/N     | Testes | Data de Descarte      | Status    |
| ------- | ------ | --------------------- | --------- |
| TT1     | 1      | 10 de Janeiro de 2020 | Destruído |
| TT2     | 2      | 29 de Janeiro de 2020 | Destruído |
| GSE 4.1 | 2      | 18 de Janeiro de 2022 | Destruído |
| EDOME   | 2      | Outubro de 2022       | Destruído |
| EDOME2  | 1      | Dezembro de 2023      | Sucateado |

O Tanque de Teste 1 (TT1) era um tanque de teste de subescala composto por duas anteparas dianteiras conectadas por uma pequena seção de barril. O TT1 foi usado para testar novos materiais e métodos de construção. Em 10 de janeiro de 2020, o TT1 foi submetido a um teste de estresse até a falha como parte de um teste de temperatura ambiente, atingindo uma pressão de 7.1 bar (103 psi).
O Tanque de Teste 2 (TT2) foi outro tanque de teste semelhante ao TT1. Em 27 de janeiro de 2020, o TT2 também passou por um teste de pressão em temperatura ambiente onde atingiu uma pressão de 7.5 bar (109 psi) antes de ocorrer um vazamento. Dois dias depois, passou por um teste criogênico de prova de destruição, explodindo a 8.5 bar (123 psi).
O GSE 4.1 foi avistado pela primeira vez em agosto de 2021 e foi o primeiro tanque de teste de equipamento de suporte terrestre (GSE) construído, feito de partes do GSE 4. Ele passou por um teste de prova criogênica em agosto de 2021 e um novo teste de prova criogênica aparente até a falha em 18 de janeiro de 2022, onde explodiu sob uma pressão desconhecida.
O B7.1 foi testado criogenicamente pela primeira vez em 28 de junho de 2022, e em 19 de julho de 2022. Suspeitou-se de uma falha de pressurização e dois dias depois, ele sofreu pequenos danos. Após os reparos, ele passou por mais testes de prova criogênica em julho e setembro de 2022. Em seguida, ele retornou ao local de produção em 16 de setembro de 2022. O B7.1 foi então movido para o local de teste da Massey em setembro de 2022 e descartado em dezembro de 2023.
O EDOME 2 foi um tanque de teste que provavelmente foi projetado para continuar testando um projeto de domo mais plano. Foi testado uma vez, antes de ser descartado por razões desconhecidas.